# Oh signorina/Tarzan
Oh signorina/Tarzan è un singolo di Lorella Cuccarini, Marco Columbro, e Francesco Salvi, pubblicato nel 1991.
Scritto da Silvio Testi e Marco Salvati, il brano era la sigla finale della prima edizione del varietà televisivo di Canale 5 Bellezze sulla neve, condotto da Columbro e la Cuccarini, in cui Salvi faceva da comico.
Il retro, Tarzan, scritto e interpretato da Francesco Salvi, è contenuto nell'album Se lo sapevo..

## Tracce
Lato A
1. Oh signorina – 4:50 (Silvio Testi-Marco Salvati)

Durata totale: 4:50
Lato B
1. Tarzan – 3:38 (Francesco Salvi)

Durata totale: 3:38